# Сан-Педру (Вила-Франка-ду-Кампу)
Сан-Педру (порт. São Pedro) — населённый пункт и район в Португалии, входит в округ Азорские острова. Расположен на острове Сан-Мигел. Является составной частью муниципалитета Вила-Франка-ду-Кампу. Население составляет 1120 человек на 2001 год. Занимает площадь 2,48 км².